# Sida ravii
Sida ravii är en malvaväxtart som beskrevs av M. Sivadasan och N. Anil Kumar. Sida ravii ingår i släktet sammetsmalvor, och familjen malvaväxter. Inga underarter finns listade i Catalogue of Life.